# Abíb
 Abíb  é o nome, em árabe egípcio, do décimo primeiro mês (Epip) do Calendário egípcio.